# Elezioni presidenziali in Islanda del 2016
Le elezioni presidenziali in Islanda del 2016 si tennero il 25 giugno.
Il presidente uscente Ólafur Ragnar Grímsson non si è candidato per la rielezione dopo aver raggiunto i cinque mandati. In totale hanno formalizzato la candidatura 9 contendenti .
Tra i principali Halla Tómasdóttir, imprenditrice e donna d'affari e Davíð Oddsson, per lungo tempo primo ministro islandese. 
Le elezioni tuttavia sono state vinte dallo storico e traduttore Guðni Thorlacius Jóhannesson , con il 39,1% dei voti.
Gli altri contendenti sono stati: Andri Snær Magnason, Sturla Jónsson, Ástþór Magnússon, Elísabet Jökulsdóttir, Guðrún Margrét Pálsdóttir, Hildur Þórðardóttir.